# Lanas
För andra betydelser, se Lanas (olika betydelser).
Lanas är en kommun i departementet Ardèche i regionen Auvergne-Rhône-Alpes i sydöstra Frankrike. Kommunen ligger  i kantonen Villeneuve-de-Berg som ligger i arrondissementet Largentière. År 2022 hade Lanas 431 invånare.

## Befolkningsutveckling
Antalet invånare i kommunen Lanas
Referens: INSEE